# GSC1869-592
GSC1869-592 — хімічно пекулярна зоря спектрального класу A5, що має видиму зоряну величину в смузі V приблизно 11,2.